# Metolius
Metolius é uma cidade localizada no estado norte-americano de Oregon, no Condado de Jefferson.

## Demografia
Segundo o censo norte-americano de 2000, a sua população era de 635 habitantes.
Em 2006, foi estimada uma população de 737, um aumento de 102 (16.1%).

## Geografia
De acordo com o United States Census Bureau tem uma área de
1,1 km², dos quais 1,1 km² cobertos por terra e 0,0 km² cobertos por água.

## Localidades na vizinhança
O diagrama seguinte representa as localidades num raio de 36 km ao redor de Metolius.